# Mireille Delannoy
Mireille Delannoy war eine französische Ansagerin und Moderatorin bei Télé Luxembourg von 1955 bis 1964. Ihr größter Auftritt war die Moderation des Grand Prix Eurovision de la Chanson 1962 in Luxemburg, die sie – außer bei der mehrsprachigen Begrüßung und kurz bei der Punktevergabe – vollständig auf Französisch durchführte. Im Jahr 1964 wechselte sie zu Télé Monte-Carlo.